# Medalha Lavoisier (ISBC)
A Medalha Lavoisier (ISBC) (em francês:  The Lavoisier medal) é um galardão atribuído pela International Society for Biological Calorimetry a um cientista internacionalmente reconhecido no campo da aplicação de calorimetria em biologia e em medicina.
Este prémio foi criado em homenagem a Antoine Lavoisier (1743-1794).

## Laureados[1]
- 1990 - Ingemar Wadsö
- 1992 - Richard B. Kemp
- 1994 - Lee Hansen
- 1997 - Ingolf Lamprecht
- 1999 - Anthony E. Beezer
- 2001 - Lena Gustafsson
- 2003 - Erich Gnaiger
- 2006 - M. Monti
- 2010 - Edwin Battley